# Manuel Genovart i Boixet
Manuel Genovart i Boixet (Barcelona, 25 de gener de 1895 - Barcelona, 29 de novembre de 1980) va ser un artista català, fill del pintor Vicenç Genovart i Alsina.

## Biografia
Va néixer al carrer Ausiàs March de Barcelona, fill del pintor Vicenç Genovart i de la seva esposa,Ramona Boixet i Castells, nascuda a Lleida l'any 1857. Va ser, doncs, nebot del periodista i escriptor Ezequiel Boixet i Castells.
Va estudiar a l'Escola de Llotja, on va conèixer la que seria la seva esposa i estreta col·laboradora, Dolors Callol i Chevalier. Va participar en les exposicions oficials d'art de Barcelona dels anys 1919, 20 i 21. Va ser, essencialment, un pintor paisatgista adepte a la tradició impressionista. Com Josep Aragay, va estar molt vinculat a Breda de manera que els paisatges d'aquesta localitat i el seu entorn (inclòs el Castell de Montsoriu) constitueixen una part important del seu repertori temàtic. Al Museu d'Història de Barcelona es conserva una obra seva que representa el Racó del llorer de Viinyoles d'Orís. Fa referència al llorer plantat per Jacint Verdaguer durant la seva estada en aquella localitat d'Osona. Les ermites i esglesioles rurals van ser un altre dels seus temes predilectes. També sobresurt com a fotògraf. El seu fons fotogràfic es conserva a l'Arxiu Fotogràfic del Centre Excursionista de Catalunya, entitat de la qual va ser-ne membre Interessat pel patrimoni, va participar en la restauració de diversos castells (Montsoriu, Gelida, Burriac) i monuments (Claustre de Sant Salvador de Breda, el 1932). Al Castell de Montsoriu s'exposa una maqueta del mateix castell, que realitzà el 1959. Va reunir una important col·lecció de goigs i d'insectes de la regió del Montseny. Va ser membre corresponent de la Reial Acadèmia Catalana de Belles Arts de Sant Jordi (elegit el 1978) Va ser nomenat fill adoptiu de Breda, on hi ha un carrer que porta el seu nom.